# 塞缪尔·戈尔德温剧院
塞繆爾·戈爾德溫劇院是一間電影院，其名字取自電影監製塞繆爾·戈爾德溫。
每年1月，美國電影藝術與科學學會都會在此劇院公佈奧斯卡金像獎的提名。

## 外部連結
- http://www.oscars.org/events-exhibitions/venues-ticketing/goldwyn.html （页面存档备份，存于）

34°04′03″N 118°23′14″W / 34.067399°N 118.387340°W